# Keroplatus obscurus
Keroplatus obscurus är en tvåvingeart som först beskrevs av Philippi 1865.  Keroplatus obscurus ingår i släktet Keroplatus och familjen platthornsmyggor. Inga underarter finns listade i Catalogue of Life.